# Gaius Servilius Tucca
Gaius Servilius Tucca was samen met Lucius Caecilius Metellus Denter consul in 284 v.Chr. Meer is over hem niet bekend.

## Referentie
- W. Smith, art. Tucca, C. Servilius, in W. Smith (ed.), A Dictionary of Greek and Roman Antiquities, III, Boston, 1867, p. 1180.